# Kościół Podwyższenia Krzyża Świętego w Falejówce
Kościół Podwyższenia Krzyża Świętego w Falejówce – neogotycki kościół w Falejówce.

## Historia
Kościół został wybudowany w latach 1908–1914, zaś końcowe prace przy nim zrealizowano w 1927. Według stanu z lutego 1939 kościół nie był jeszcze w pełni wykończony. Architektem był Wilhelm Szomek z Sanoka. Budynek został wzniesiony w stylu neogotyckim. W jego posiadaniu znajduje się kielich z 1. poł. XIX wieku posiadający ornamenty rokokowe.
30 sierpnia 1913 roku odbyła się uroczystość poświęcenia kamienia węgielnego pod kościół, którą dopełnił ksiądz Roman Olkiszewski, proboszcz i dziekan jaćmierski.
W świątyni funkcjonuje parafia Podwyższenia Krzyża Świętego, utworzona 1927 roku. Poświęcenia dokonał ks. biskup Anatol Nowak.
Ks biskup Anatol Nowak opiekę duszpasterską powierzył księdzu Franciszkowi Witeszczakowi, który pracował wcześniej jako kapelan rezerwy Wojska Polskiego przy parafii Przemienienia Pańskiego w Sanoku. Kolejnyminymi proboszczami byli ks. Bronisław Stankiewicz i ks. Władysław Gwoździcki. Tuż przed rozpoczęciem II wojny światowej proboszczem w Falejówce został ks. Jan Matyja. Następnie parafią kierował ks. Tadeusz Cyran, a po nim od roku 1961 posługę kapłańską pełnił ks. Eugeniusz Raczkowski. W 1984 roku proboszczem został ks. Marian Bawłowicz. Kolejno - ks. Jan Klich. Od 1991 r. posługę kapłańską w tutejszej parafii pełni ks. Józef Joniec.